# Aromaševskij rajon
L'Aromaševskij rajon (in russo Аромашевский район?) è un rajon dell'Oblast' di Tjumen', nella Russia asiatica.